# Mon roman policier
Mon roman policier  est une collection au format poche de romans policiers éditée chez Ferenczi à partir de 1942 et jusqu'en 1959. Il y eut 560 parutions.
La plupart des illustrations sont de Georges Sogny.

## Les titres de la collection
1. Deux minutes d'erreur par Alain Martial, 1943
2. La Croisière aux nuits blanches par René-Marcel de Nizerolles, 1943
3. Ils courent… ils courent… les bijoux par Alain Martial, 1943
4. Le Mystérieux V par Gustave Gailhard, 1943
5. X, l'infernal par René Poupon
6. Le Masque de mort par Paul Dargens
7. La Machine à rendre fou par Marcel Priollet
8. L'Agonie infernale par Paul Darcy
9. Le Rabatteur du rond-point par Marcel Priollet, 1944
10. Devant le coffre-fort par Gustave Gailhard, 1944
11. Les Perceurs de murailles par Lucien Farnay, 1944
12. Un crime presque parfait par Alain Martial, 2e trim. 1944
13. Monsieur Pareil, détective par Maurice de Moulins, 1944
14. Une affaire manquée par Claude Ascain, 1944
15. L'Homme du mardi par Claude Ascain, 4e trim. 1945
16. Qui a téléphoné ?par René-Marcel de Nizerolles, 4e trim. 1945
17. Nuit d'épouvante par Léo Gestelys, 1er trim. 1946
18. Le Suicide de M. Boitard par Claude Ascain, 1er trim. 1946
19. L'Itinéraire lumineux par René Virard, 1er trim. 1946
20. Traqué par Albert Bonneau, 1er trim. 1946
21. Le Mystère du square Verdun par Louis de La Hattais, 1er trim. 1946
22. La Belle Évasion par René Le Figurant, 1er trim. 1946
23. Les Voleurs de visage par Maurice Limat, 1946
24. L'Ange par Paul Tossel, 2e trim. 1946
25. La Corrida tragique par Jean du Brésis, 1946
26. L'Affaire des "petits papiers" par Léon Frachet, 2e trim. 1946
27. Les Lanceurs de poivre par Maurice Limat, 3e trim. 1946
28. Double Disparition par Léo Gestelys, 3e trim. 1946
29. L'Évadé de Sing-Sing par Jean Voussac, 1946
30. L’Affaire de Porvieux par Line Deberre, 1946
31. Épouvante au cirque par Maurice Lionel, 3e trim. 1946
32. La Maison noire par Paul Tossel, 3e trim. 1946
33. Mission spéciale par Antoine Laurent, 1946
34. La Bague au portrait par Jean du Brésis, 1946
35. La Main de fer par Maurice Lionel, 4e trim. 1946
36. Billy Quick s'évade par Bobby Bob
37. L'Homme d'avant minuit par Max-André Dazergues
38. Crime au studio par Eugène d'Henry
39. Documents secrets par Paul Tossel
40. Le mort a parlé par Léon Frachet, 1947
41. Mission de confiance par Laurette Jacques
42. Les Deux Poignards par Gilles Hersay
43. Le Silence ou la mort... par Bobby Bob, 1er trim. 1947
44. Fuite dans l'ombre  par Eugène d'Henry, 1947
45. Le Poison noir par Gabriel Gay, 2e trim. 1947
46. L'Homme des brumes  par Paul Tossel, 2e trim. 1947
47. La Mort allait au bal par Jean Jilbucq, 2e trim. 1947
48. Le Mystérieux T...i..." par Jean Dryer, 1947
49. Meurtre obligatoire par Maurice Limat, 2e trim. 1947
50. La Vengeance de Bouddha par Line Deberre, 2e trim. 1947
51. La Cave de l'épouvante par Maurice d'Escrignelles, 3e trim. 1947
52. Service de renseignements par Hervé Cox, 3e trim. 1947
53. Le mort se porte bien par Léon Frachet, 1947
54. Six mois d'angoisse par Étienne Retterdy
55. Les Cinq Clefs d'or par Paul Tossel, 3e trim. 1947
56. Le Joyau de la comtesse par Eugène D'Henry, 3e trim. 1947
57. Le Mort sans tête par René Sieuranne, 4e trim. 1947
58. Horrible Menace par Maurice d'Escrignelles, 4e trim. 1947
59. La Loi du gang par L. R. Pelloussat, 1947
60. La Fiancée du G.Men par Charles Marcellus, 4e trim. 1947
61. La Mort vêtue de cristal par Étienne Retterdy, 1947
62. La Fille aux trois pierrots par Maurice Limat, 1947
63. Le Doigt de la mort par Marc Minerath, 4e trim. 1947
64. La Mort au cinquième acte par Maurice Lionel, 4e trim. 1947
65. Le Chef invisible par L.-R. Pelloussat, 1er trim. 1948
66. La Terreur de l'Inverness par Charles Marcellus, 1er trim. 1948
67. Du sang à l'entresol' 'par Eugène D'Henry, 1er trim. 1948
68. Le Secret de maître Guillaume par Léon Frachet, 1948
69. Les Gardiens de l'Étoile Verte par Jean Daye, 1948
70. Les Douze Rubis du prince hindou par Paul Tossel, 1er trim. 1948
71. Canaille et Cie par L.-R. Pelloussat, 2e trim. 1948
72. La Dernière Cigarette par Maurice Lionel, 2e trim. 1948
73. Le Kandjar maudit par Hervé Cox, 2e trim. 1948
74. La Mort sur le ring par Jean Daye, 1948
75. La Protégée du trappeur par Léo Gestelys, 2e trim. 1948
76. La Maison de la peur par Albert Dubeux, 2e trim. 1948
77. La Bague au doigt par René-Marcel de Nizerolles, 2e trim. 1948
78. Mystère au grand large par Maurice Limat, 1948
79. Un drame dans le monde par Charles Marcellus, 1948
80. L’Assassinat de M. Magre par René Poupon, 3e trim. 1948
81. Échec aux gangsters par Bobby Bob, 3e trim. 1948
82. Les chiens hurlent à la mort par Ray Somey, 3e trim. 1948
83. Le Secret du Dr Schraffer par Paul Tossel, 3e trim. 1948
84. À la poursuite du mort par Albert Bonneau, 3e trim. 1948
85. Le Pendu de Wimbledon par Erik J. Certön, 4e trim. 1948
86. La Chasse à l'espionne par Jean Voussac, 4e trim. 1948
87. Le Singe vert par Jean Laurent, 4e trim. 1948
88. Le Noël du père Trimard par Léo Gestelys, 4e trim. 1948
89. Gangsters et Cie par Jacques Chambon, 4e trim. 1948
90. Le Secret du catafalque par Erik J. Certön,
91. Un meurtre aux Six-Jours par Jean Daye, 1er trim. 1949
92. L'Homme qui s'escamote par Claude Ascain, 1er trim. 1949
93. Le Roi noir par Paul Tossel, 1er trim. 1949
94. Agrabamin l'escroc  par Pierre Dennys, 1er trim. 1949
95. Drame au music-hall par René Poupon, 1er trim. 1949
96. Le Gang mystérieux par Ch.Beaulieu, 1er trim. 1949
97. L'Inconnue au browning par André Charpentier, 2e trim. 1949
98. L'homme de Fresnes par Claude Ascain, 2e trim. 1949
99. Convoi sur l'Orient par Paul Tossel, 2e trim. 1949
100. Le Lord mystérieux par M. Rosselin, 1949
101. L'Appel de sept heures par Alain Martial, 2e trim. 1949
102. L'assassin revient... par Marc Lancy, 2e trim. 1949
103. Le Sorcier de la falaise par Erik J. Certön, 1949
104. Sardanapale le "favori" par Jean Daye, 2e trim. 1949
105. Takrara par Pierre Dennys, 1949
106. Le Maître de la cambriole par Claude Ascain, 3e trim. 1949
107. Le Magicien par Paul Tossel, 1949
108. La Vengeance est proche par M. Rosselin, 3e trim. 1949
109. no 9. Voiture verte par Jean Daye, 1949
110. Un scandale mondain par Claude Ascain, 3e trim. 1949
111. Le Carillon des catacombes par Erik J. Certön, 4e trim. 1949
112. On a tué le docteur!... par Florent Manuel, 4e trim. 1949
113. Marak'Aouasch, sorcier éthiopien par Pierre Dennys, 4e trim. 1949
114. Le Fantôme noir par Claude Ascain, 4e trim. 1949
115. L'Aviatrice aux cheveux d'or par Jean Daye, 1949
116. Le Cadavre d'un inconnu par René Poupon, 4e trim. 1949
117. Les Roses qui tuent par Léo Gestelys, 1er trim. 1950
118. L'Homme aux aquariums par Maurice Limat, 1950
119. Coups de feu par Florent Manuel, 1950
120. Le Professeur Famyaloh par Pierre Dennys, 1er trim. 1950
121. La Chambre au clair de lune par Claude Ascain, 1er trim. 1950
122. La Souricière par Jean Daye, 1er trim. 1950
123. L'Énigme du cercueil par Paul Tossel, 2e trim. 1950
124. La Rose de Klondyke par Erik J. Certön, 1950
125. Yodo-Kouri par Pierre Dennys, 1950
126. Le Secret de la nuit par Claude Ascain, 2e trim. 1950
127. La Mystérieuse Pensionnaire par Florent Manuel, 1950
128. Le Crime de Raincliff par Paul Tossel, 1950
129. La Femme rousse par Jean Daye, 2e trim. 1950
130. L’Homme nocturne par Claude Ascain
131. Justice est faite par Léo Gestelys, 3e trim. 1950
132. Le Secret du laboratoire par Florent Manuel, 3e trim. 1950
133. Cargaison secrète par Paul Tossel, 3e trim. 1950
134. Le Voleur du radjah  par Claude Ascain, 3e trim. 1950
135. Route nationale 182 par Pierre Dennys, 3e trim. 1950
136. La Bataille de l'or noir par Paul Tossel, 3e trim. 1950
137. L'Étrange Panne par Claude Ascain, 4e trim. 1950
138. Les trois sont là ! par Pierre Dennys, 4e trim. 1950
139. Crimes dans le Yorkshire par Florent Manuel, 4e trim. 1950
140. D.S.T. contre W.W. par Marc Lancyl, 4e trim. 1950
141. L'assassin a tout prévu par René Thomas, 4e trim. 1950
142. Le Secret de Van Tompst par Claude Ascain, 4e trim. 1950
143. Un drame en plein ciel par Albert Bonneau, 1er trim. 1951
144. Service du contre-espionnage par Jean Voussac, 1er trim. 1951
145. L'Homme de Madagascar par Florent Manuel, 1er trim. 1951
146. Le Neuvième Passager par Claude Ascain, 1er trim. 1951
147. Celle qui assassina par Henriette Caton, 1er trim. 1951
148. La Bande des loups noirs par Jacques Chambon, 1er trim. 1951
149. Mauvaise Conduite par René Thomas, 1er trim. 1951
150. L'Inconnu de l'autobus par Claude Ascain, 1er trim. 1951
151. Le Record de « l'Aigle noir »  par Albert Bonneau,
152. L'Évadé de Wallrock par Paul Tossel, 1er trim. 1951
153. Drame dans la coulisse par Jean Voussac, 1er trim. 1951
154. L'Homme au collier de barbe par Claude Ascain, 1er trim. 1951
155. L'Ombre de l'échafaud par Jacques Chambon, 2e trim. 1951
156. On a pillé un dossier par Florent Manuel, 2e trim. 1951
157. Mort au téléphone par Claude Ascain, 2e trim. 1951
158. Le Crime des forains par Léo Gestelys, 2e trim. 1951
159. La Princesse du néant par Paul Tossel, 2e trim. 1951
160. Tragédie au 7ème étage par Lucien Farnay, 2e trim. 1951
161. L'Espion du « Savannah »  par Albert Bonneau, 2e trim. 1951
162. Qui a volé ? par Claude Ascain, 2e trim. 1951
163. La Double Énigme par Florent Manuel, 2e trim. 1951
164. Le Meurtrier à la hache par Léo Gestelys, 2e trim. 1951
165. La Corolle de feu par Paul Tossel, 1951
166. La Vierge aux poignards par Jacques Chambon), 2e trim. 1951
167. Une attaque dans le blizzard par Maurice de Moulins, 1951
168. Le Brigand de la Tcherna par Jean Voussac, 2e trim. 1951
169. Séjour clandestin par Florent Manuel, 3e trim. 1951
170. La Nuit de la revanche par Paul Tossel, 3e trim. 1951
171. La Matraque du fantôme par Maurice Limat, 3e trim. 1951
172. Recherché pour meurtre par René Poupon, 3e trim. 1951
173. Mort sur rendez-vous par Andy Spencer, 3e trim. 1951
174. Le Trèfle incarnat par Gilles Hersay, 3e trim. 1951
175. Tragique nuit de fête par Maurice de Moulins, 3e trim. 1951
176. La Maison du mort qui parle par Pierre Maloire, 3e trim. 1951
177. Minuit à Passy par Jean-Joseph Renaud, 1951
178. Egyptius par Maurice Limat, 1951
179. On a abattu Perrin ! par René Poupon, 1951
180. La Maison du robot par Ange Arbos, 3e trim. 1951
181. Terreur sur Hollywood par Jean Bert, 4e trim. 1951
182. Ophélia et Cie par Louis Bonzom, 4e trim. 1951
183. L'Équipe du « Vélo-Palace »  par Maurice Lionel, 4e trim. 1951
184. Le Jugement du destin par Paul Tossel, 4e trim. 1951
185. Le Puits de la mort lente par Maurice Limat, 4e trim. 1951
186. Le Crime de la soucoupe volante par Ange Arbos, 4e trim. 1951
187. Le Roi de la drogue par Jacques Chambon, 1951
188. D'une pierre deux coups par Louis C. Thomas, 1951
189. Jim-La-Terreur par Bobby Bob, 4e trim. 1951
190. Une attraction sensationnelle par Maurice de Moulins, 4e trim. 1951
191. La Planche fatale par Jean Voussac, 4e trim. 1951
192. L'Espion invisible par Maurice Limat, 4e trim. 1951
193. Le Tunnel de la mort par Albert Bonneau, 4e trim. 1951
194. Lisbeth a des ennuis par Bobby Bob, 4e trim. 1951
195. À feu et à sang par René-Paul Noël, 1952
196. Coup d'aiguille par P.-A. Logan, 1er trim. 1952
197. L'Homme du Nebraska par Paul Tossel, 1er trim. 1952
198. L'Affaire du corbeau gris par Jacques Chambon, 1er trim. 1952
199. La Mort du mage noir par Maurice de Moulins, 1er trim. 1952
200. Le Crime du pré-fleuri par René Thomas, 1er trim. 1952
201. Les Rubis de la duchesse par Jean Voussac, 1er trim. 1952
202. La Perle...deux fois... par P.-A. Logan, 1er trim. 1952
203. Pas de pitié pour la panthère par Louis Trebert
204. La Captive de Sonora Bill par Maurice de Moulins, 1952
205. Un mort à chaque pas par René Poupon, 1er trim. 1952
206. Le Diamant de Valparaiso par Jean Voussac, 1er trim. 1952
207. Le Mystérieux Monsieur Marcel par René Thomas, 2e trim. 1952
208. Hands up ! cigarette... par Jacques Chambon, 1952
209. Le mort n'était pas attendu par Paul Tossel, 2e trim. 1952
210. L'Énigme de Rouantelez-Tenval par Alex Peck, 2e trim. 1952
211. Simple Détail par Lewis Ferson, 2e trim. 1952
212. Meurtre boulevard Victor par Charles Marcellus, 2e trim. 1952
213. Le Mort de la pyramide par R.Peter, 2e trim. 1952
214. Un coup pour rien par Harry Liver, 2e trim. 1952
215. Le Serpent de lumière par Maurice Limat, 2e trim. 1952
216. Le Masque noir par Léo Gestelys, 2e trim. 1952
217. L'Étrangleur du Château d'If par Eugène d'Henry, 2e trim. 1952
218. Le Convoi perdu par Paul Tossel, 2e trim. 1952
219. Les Tueurs en alerte par R.René Poupon, 2e trim. 1952
220. Le Crapaud d'ambre jaune par Max-André Dazergues, 2e trim. 1952
221. Le Mystère de la rue Brunel par Jean-Joseph Renaud, 3e trim. 1952
222. Le Crime de Samba-Kéré par Bernard Gervaise, 3e trim. 1952
223. La Morte sans visage par Léo Gestelys, 3e trim. 1952
224. Lettres de menace par René Thomas, 3e trim. 1952
225. Le Mystère du totem par Paul Tossel, 1952
226. Trois meurtriers pour un cadavre par Lydie Servan, 1952
227. Le Danseur mondain par Florent Manuel, 3e trim. 1952
228. Une seconde trop tard !  par René Poupon, 3e trim. 1952
229. Alibi d'amour par R.Lortac, 3e trim. 1952
230. Traqués par Louis Ravel, 3e trim. 1952
231. Cinq heures, rue Pigalle par Charles Marcellus, 3e trim. 1952
232. Tu passes...et trépasses par Goldwin Duller, 3e trim. 1952
233. Trafic en Orient par Paul Tossel, 4e trim. 1952
234. Rendez-vous avec la mort par Florent Manuel, 4e trim. 1952
235. L'Énigme du parachute par Maurice Limat, 4e trim. 1952
236. La Perle de l'acrobate par Maurice de Moulins,
237. Crimes inutiles par René Thomas, 4e trim. 1952
238. L'Autobus fantôme par Maurice Lionel, 4e trim. 1952
239. Le Mystérieux Monsieur Garret par Florent Manuel, 4e trim. 1952
240. Piège par Alex Peck, 4e trim. 1952
241. L'Énigme de la rame 204 par Charles Marcellus, 4e trim. 1952
242. 148 Pensylviana Avenue par Georges Fronval, 4e trim. 1952
243. Vol en quinze secondes par Florent Manuel, 4e trim. 1952
244. La Mort de Marie-Jo par Cécile Sevres
245. Le Château maudit  par Robert Lortac, 4e trim. 1952
246. Un crime de plus ou de moins ! par Florent Manuel, 4e trim. 1952
247. Lettre de deuil par Peter Greenwey, 1er trim. 1953
248. La blonde savait tuer par Paul Tossel, 1er trim. 1953
249. Brigade des stupéfiants par J.-J. Ferrandini, 1er trim. 1953
250. Escroc international par Florent Manuel
251. Viens te faire tuer par René Poupon, 1953
252. Le Vol des plans Z par Maurice Limat, 1953
253. Mort subite par Jack Green, 1953
254. Une tête est en jeu par Leo Gestelys, 1953
255. Inconnu au Café du Globe par Max-André Dazergues, 1953
256. L'Énigme du lundi soir par Jean Legris, 1953
257. Je t'aurai au tournant par Léopold Rémon, 1953
258. Monsieur Florentini ne déjeunera pas par Max-André Dazergues, 1953
259. Un cadavre sous une arche par Étienne Retterdy, 2e trim. 1953
260. Enquête-express par Géo Luce, 2e trim. 1953
261. Un mort en sursis par René Poupon, 2e trim. 1953
262. Tragique Week-end par René Thomas, 2e trim. 1953
263. Quand les tueurs visent mal par Paul Tossel, 2e trim. 1953
264. À l'enseigne "Fidélité" par Andy Logan, 2e trim. 1953
265. Fredy est un âne par J.R.Hautefort, 2e trim. 1953
266. L'amiral devait mourir par Henri Rosey, 2e trim. 1953
267. Lutte dans la nuit par Étienne Retterdy, 2e trim. 1953
268. Le Client de la dernière heure par René Thomas, 2e trim. 1953
269. La mort a les mains propres par R.et R.Borel-Rosny, 2e trim. 1953
270. La Morte parfumée par Henri Rosey, 2e trim. 1953
271. Les gars qui étaient chez moi par Louis Ravel, 2e trim. 1953
272. En trois coups de dés par Florent Manuel, 2e trim. 1953
273. À toi de tuer par Dominique, 3e trim. 1953
274. Peau neuve par R.Lortac, 3e trim. 1953
275. Prenez garde à la peinture par René Poupon, 3e trim. 1953
276. Dans un vieux château par Florent Manuel, 3e trim. 1953
277. Ni fleurs, ni couronne !...  par Max-André Dazergues, 3e trim. 1953
278. Passez l'arme à droite! par P. A. Logan, 3e trim. 1953
279. Hold-up à midi trente par Maurice Limat, 3e trim. 1953
280. Fuyez-les comme la peste ! par Louis Ravel, 3e trim. 1953
281. La Mystérieuse Enveloppe par René Thomas, 3e trim. 1953
282. Le Quatrième Larron par René Poupon, 3e trim. 1953
283. On a tué Budy par Cécil Sèvres, 3e trim. 1953
284. Macabre rendez-vous par René Thomas, 3e trim. 1953
285. Le Testament du docteur Gautier par Alex Peck, 4e trim. 1953
286. Danger de mort par Paul Tossel, 4e trim. 1953
287. Solution, dernière minute!... par Florent-Manuel, 4e trim. 1953
288. L'Arme du crime par Henri Rosey, 4e trim. 1953
289. L'assassin est dans ce cercle par Georges Lange, 4e trim. 1953
290. À l'enseigne du cheval de bois par J.-R.Hautefort, 4e trim. 1953
291. Une curieuse affaire par Geo Luce, 4e trim. 1953
292. "Attention au petit oiseau" !  par P. A. Logan, 4e trim. 1953
293. La Baignoire à écluses par Henry de la Tombelle, 4e trim. 1953
294. Le Dernier Repaire par Léo Gestelys, 4e trim. 1953
295. Le maître d'hôtel ne parlera pas par Tony Guildé, 4e trim. 1953
296. Une balle dans la tête par René Poupon, 4e trim. 1953
297. Week-end à Juan-les-Pins par Léopold Massiéra 4e trim. 1953
298. Le Diadème sanglant par René Thomas, 4e trim. 1953
299. Double crime quai des orfèvres par Norman-Luis, 1er trim. 1954
300. C'est ainsi que je l'ai tué par Robert Sebastien, 1er trim. 1954
301. Monsieur Placide, étrangleur par Max-André Dazergues, 1er trim. 1954
302. Information sensationnelle par Charles Marcellus, 1er trim. 1954
303. À l'ombre du crime par Tony Guildé, 1er trim. 1954
304. Document vivant par Paul Tossel, 1er trim. 1954
305. Ce n'était pas Martine!... par Cecil Sèvres, 1954
306. La Redoute rouge et or par Léo Gestelys, 1954
307. Et surtout pas d'histoires ! par Andy Logan, 1954
308. Le Mystère du Paris-Vintimille par Jean Delhat, 1954
309. Éva joue du revolver... par René Poupon, 1954
310. Meurtre en clinique par René Thomas, 1er trim. 1954
311. Le Donjon du corbeau par Paul Tossel, 2e trim. 1954
312. Meurtre aux studios par Elton Jones, 2e trim. 1954
313. L'Étrangleur de minuit par J.H.Gilbert, 1954
314. Drôle de fusillade !  par R.Pol Dry, 2e trim. 1954
315. Un gars plutôt froid... par Jane Gerson, 2e trim. 1954
316. Le Gang du clair de lune par Max-André Dazergues,
317. Le vert va bien aux blondes par René Poupon, 2e trim. 1954
318. Navré, vieux frère !  par Eric Ruthless, 1954
319. Familles à pendre par Paul Tossel, 1954
320. L'assassin a pris la fuite par René Thomas, 2e trim. 1954
321. La Chapelle macabre par André Germain, 1954
322. Trois coups de feu par Tony Guildé, 2e trim. 1954
323. Le Syndicat de la mort par Georges Lange, 2e trim. 1954
324. Le Vampire de Falcomstone par Paul Tossel, 2e trim. 1954
325. La Noyée du canal par Max-André Dazergues, 3e trim. 1954
326. Série noire par John Dull, 3e trim. 1954
327. Le spectre tue à onze heures... par J.-H.Gilbert, 1954
328. Le Dernier Film de Bertrand Diaz  par Tony Guildé, 1954
329. Le Petit Gars au revolver par Eric Ruthless, 3e trim. 1954
330. La morte continue le jeu par Paul Tossel, 3e trim. 1954
331. Kilomètre 41 par Max-André Dazergues, 3e trim. 1954
332. Tu boudes, Bouddah [sic] ? par J. Darwing, 3e trim. 1954
333. Mort deux fois par René Poupon, 1954
334. La Pieuvre par Paul Tossel, 3e trim. 1954
335. Trois balles dans une chambre par Georges Lange, 1954
336. Le Best-seller inachevé par Alex Peck, 3e trim. 1954
337. Coup fourré par Andy Logan, 3e trim. 1954
338. Sous la menace du gang par R.Pol Dry, 3e trim. 1954
339. L'Entraîneuse du Singe Vert par Albert Dubeux, 1954
340. L'Enquête par Marc Alembert, 4e trim. 1954
341. Par contumace... par Roger Vaneyre, 4e trim. 1954
342. Trois suspects sans alibi par Alex Peck, 1954
343. L'Heure de la justice par Tony Guildé, 4e trim. 1954
344. La Péniche sanglante par Max-André Dazergues, 4e trim. 1954
345. Mannequins pour Yokohama par Paul Tossel, 4e trim. 1954
346. Le Dernier des huit... par René-Paul Noël, 4e trim. 1954
347. Le Pont de Curicuba par Andy Logan, 4e trim. 1954
348. Toujours Spadaro...  par Roger Vaneyre, 4e trim. 1954
349. Article 66 par Alex Peck, 1954
350. L'Affaire du Paris-Rome par Max-André Dazergues, 4e trim. 1954
351. La Flèche d'or par Léo Gestelys, 1er trim. 1955
352. Le Temple du néant par Paul Tossel, 1er trim. 1955
353. J'ai peur de devenir folle par Elton Jones, 1er trim. 1955
354. La Meurtrière innocente par Charles Richebourg, 1955
355. Messieurs... la cour! par Désiré Charlus, 1er trim. 1955
356. Une histoire de fous par Tony Guildé, 1955
357. Meurtres en silence par Roger Vaneyre, 1er trim. 1955
358. Fais tes griffes, Panthère par Maurice Limat, 1955
359. Le monsieur qui aimait trop sa femme par Charles Richebourg, 1er trim. 1955
360. Une enquête signée Bichard par Jacques Rivaler, 1er trim. 1955
361. Fanfreluches par Alex Peck, 1er trim. 1955
362. Vingt minutes d'entracte par Roger Vaneyre, 1er trim. 1955
363. Du poison et du sang par Tony Guildé, 1er trim. 1955
364. Gang contre trust par Paul Tossel, 1er trim. 1955
365. Le Mort de la forêt par Max-André Dazergues, 1er trim. 1955
366. L'Indiscutable Alibi par Charles Richebourg, 2e trim. 1955
367. Monsieur Paul couchait en ville par Jacques Rivaler, 2e trim. 1955
368. Bas les pattes... par Maurice Limat, 2e trim. 1955
369. Ne regardez pas derrière vous par Andy Logan, 2e trim. 1955
370. Deux boules d'or par Elton Jones, 2e trim. 1955
371. Quatre trous dans un cercueil par Roger Vaneyre 2e trim. 1955
372. Prenez garde à l'antiquaire par Serge Alkine, 2e trim. 1955
373. Le cadavre est de sortie par Andy Logan, 2e trim. 1955,
374. La barbe était rousse par J. Darwing, 2e trim. 1955
375. Diams et Perlouzes par Charles Richebourg, 2e trim. 1955
376. Un moulin qui ne tourne pas rond par Serge Alkine, 2e trim. 1955
377. Un bon 45 par Roger Vaneyre, 3e trim. 1955
378. Kidnapping par Tony Guildé, 3e trim. 1955
379. Règlement de comptes à Montmartre par Charles Richebourg, 3e trim. 1955
380. Ce gosse est dangereux par Elton Jones, 3e trim. 1955
381. Pas si fou par Serge Alkine, 3e trim. 1955
382. Quand les spectres assassinent par Paul Tossel, 1955
383. La Maison de Sarcelles par Max-André Dazergues
384. Et merci m'sieur Sanders par Henri Nova, 3e trim. 1955
385. Assassinat d'un gentilhomme par Charles Richebourg, 3e trim. 1955
386. La môme est dangereuse par Serge Alkine, 3e trim. 1955
387. Le Plus Grand des Hasards par Jacques Rivaler, 3e trim. 1955
388. L'Agence Thadéo par Charles Richebourg, 3e trim. 1955
389. Tante Irma fume des blondes par René Poupon, 1955
390. Des gants pour l'ambassadeur par Serge Alkine, 3e trim. 1955
391. Du sang à la une !  par Tony Guildé, 4e trim. 1955
392. Le plus simplement du monde par Roger Vaneyre, 4e trim. 1955
393. Ni vu, ni connu par Charles Richebourg, 4e trim. 1955
394. Il ne faut pas calculer trop bien par Serge Alkine, 4e trim. 1955
395. Du sang sur le printemps par Alex Peck, 4e trim. 1955
396. Quand l'amour exige le crime par Paul Tossel, 4e trim. 1955
397. La Vieille Dame du cirque par Charles Richebourg, 4e trim. 1955
398. Drame au cirque par Serge Alkine, 4e trim. 1955
399. Un aller pour Marseille par Roger Vaneyre, 4e trim. 1955
400. Feux de position par Bertrand Richard, 4e trim. 1955
401. Le « Viking » n'est pas parti par Jacques Rivaler, 4e trim. 1955
402. Le Noyé du Sacré-Cœur par Charles Richebourg, 4e trim. 1955
403. La morte a de la poigne par Serge Alkine, 1er trim. 1956
404. Touchez pas au galure! par Albert Dubeux, 1er trim. 1956
405. De l'aspirine pour le gendarme par Jacques Rivaler, 1er trim. 1956
406. Le Gang de l'opium par Charles Richebourg, 1er trim. 1956
407. L'Énigme des clefs d'or par Paul Tossel, 1er trim. 1956
408. Le professeur était timbré par Tony Guildé, 1er trim. 1956
409. L'Arrêt du destin par Léopold Massiéra, 1er trim. 1956
410. Le mort allait parler par Elton Jones 1er trim. 1956
411. Monsieur Lahire par Charles Richebourg, 1er trim. 1956
412. Cherchez le cadavre aux bagages par Serge Alkine, 1er trim. 1956
413. Bravo m'sieur Sanders par Henry Nova, 1er trim. 1956
414. Une combine bien mijotée par Raoul Borjack, 1er trim. 1956
415. La Main du fantôme par Max-André Dazergues, 1er trim. 1956
416. Tu mourras avant le 30 par Tony Guildé, 1er trim. 1956
417. Le Puma noir par Paul Tossel, 2e trim. 1956
418. Drôle d'histoire par Charles Richebourg, 2e trim. 1956
419. Elle méritait mieux par Raoul Borjack, 2e trim. 1956
420. Sale Temps par Handecault, 2e trim. 1956
421. Les poissons rouges ne parlent paspar Charles Richebourg, 2e trim. 1956
422. Pourquoi j'ai tué par René Poupon, 1956
423. Le Joyau tragique par Robert Caillas, 2e trim. 1956
424. L'Assassin est dans l'escalier par Max-André Dazergues, 1956
425. Le stylo se balade par Serge Alkine, 2e trim. 1956
426. L'Assassinat du maître-sondeur par Aurélien d'Arp, 1956
427. Imbroglio par Charles Richebourg, 1956
428. L'assassin avait le bras long par Raoul Borjack, 1956
429. L'Homme à l'œil de verre par Serge Alkine, 1956
430. Pas de vacances pour les tueurs par Tony Guildé, 1956
431. Symphonie en rouge par Charles Richebourg, 3e trim. 1956
432. C'est peinard par Roger Vaneyre, 3e trim. 1956
433. Pas d'accord par Raoul Borjack, 3e trim. 1956
434. Meurtre à bord par Paul Tossel, 3e trim. 1956
435. Un cadavre, ça ne saigne pas par Charles Richebourg, 1956
436. Charlie n'est pas un assassin par Tony Guildé, 3e trim. 1956
437. Sous le masque d'Isis par Max-André Dazergues, 3e trim. 1956
438. Betty...or not Betty par Jacques Rivaler, 3e trim. 1956
439. Classé sans suite par Charles Richebourg, 3e trim. 1956
440. On a tiré dans le parc par Roger Noval, 1956
441. Le criminel est partout par Serge Alkine, 1956
442. Duel à mort par Elton Jones, 1956
443. Visites nocturnes par Jacques Rivaler, 4e trim. 1956
444. La Mère "Peau de Lapin" par Charles Richebourg, 4e trim. 1956
445. Des mortes en pagaïe par Serge Alkine, 4e trim. 1956
446. On danse "chez Louidé" par Roger Vaneyre, 4e trim. 1956
447. La Danseuse étoile est morte par  Elton Jones, 4e trim. 1956
448. Pourquoi tuer un inspecteur par Tony Guildé, 4e trim. 1956
449. Le Scorpion d'Espagne par Pierre Olasso, 4e trim. 1956
450. Méfiez vous du gaz par Jacques Rivaler, 4e trim. 1956
451. Madame Lefèvre et sa servante par Charles Richebourg, 4e trim. 1956
452. Le crime pèse toujours plus lourd par Serge Alkine, 4e trim. 1956
453. Le Mort clandestin par Roger Vaneyre, 4e trim. 1956
454. Mort à la chlorophylle par Handecault, 4e trim. 1956
455. Madame la baronne est servie par Charles Richebourg, 1er trim. 1957
456. Pas de cadavre par Jacques Rivaler, 1er trim. 1957
457. Le Match de la mort par Tony Guildé, 1er trim. 1957
458. Assurance mort par Serge Alkine, 1er trim. 1957
459. Le Château des damnés par Paul Tossel, 1er trim. 1957
460. Des cadavres dans le couloir par Roger Vaneyre, 1er trim. 1957
461. Choc en retour par Charles Richebourg, 1er trim. 1957
462. L'Habitué du vendredi par Jacques Rivaler, 1er trim. 1957
463. Le Gang des égorgeurs par Paul Tossel, 1er trim. 1957
464. Passez muscade par Charles Richebourg, 1er trim. 1957
465. Quel cirque ! par Handecault, 1er trim. 1957
466. Le cadavre a faim par Serge Alkine,  1er trim. 1957
467. Crime passionnel par Elton Jones, 1er trim. 1957
468. Les femmes mènent la danse par Paul Tossel, 1er trim. 1957
469. Dans la poche par Roger Noval, 2e trim. 1957
470. La Morte de l'Alisée par Jacques Rivaler, 2e trim. 1957
471. Points communs par Charles Richebourg, 1957
472. Citerne tragique par Serge Alkine, 2e trim. 1957
473. L'Attaque du Kansas-Railway par Paul Tossel, 2e trim. 1957
474. Le Marteau sanglant par Raoul Borjack, 1957
475. Pas de deuil pour Mayo par Tony Guildé, 2e trim. 1957
476. Illégitime défense par Handecault, 1957
477. S.O.S. police par Charles Richebourg, 2e trim. 1957
478. La Mort de Socrate par Serge Alkine, 1957
479. Coup de sirène pour Carli par Jacques Rivaler, 2e trim. 1957
480. Tous des menteurs par Roger Vaneyre, 1957
481. Six heures d'angoisse par Bertrand Richard, 1957
482. Les souris accusent par Serge Alkine, 3e trim. 1957
483. Exécution à deux heures par Paul Tossel, 3e trim. 1957
484. Troisième Degré par Tony Guildé, 1957
485. Coupable innocence par Raoul Borjack, 3e trim. 1957
486. Cocktail au thallium par Charles Richebourg, 3e trim. 1957
487. Le Clochard du Pont-Marie par Michel Soler, 3e trim. 1957
488. Cette bonne tante par Henry Nova, 3e trim. 1957
489. Pas de pitié pour les mous par Raoul Borjack, 3e trim. 1957
490. Cherchez la brune par Tony Guildé, 3e trim. 1957
491. Mouchards et Cie par Charles Richebourg, 3e trim. 1957
492. Trois coups de feu sous la fenêtre par Jacques Rivaler, 3e trim. 1957
493. Les Bonnes Combines par Serge Alkine, 3e trim. 1957
494. La Table de Robespierre par Charles Richebourg, 3e trim. 1957
495. Venant de Tanger par Roger Nova, 4e trim. 1957
496. Massacre pour trente millions par Paul Tossel, 4e trim. 1957
497. Des frères à tuer par Tony Guildé, 4e trim. 1957
498. Des alibis...à la pelle par Jacques Rivaler, 4e trim. 1957
499. Gare au revenant par Raoul Borjack, 4e trim. 1957
500. Assassinat d'une inconnue par Charles Richebourg, 4e trim. 1957
501. Elle n'attendait pas l'assassin par Serge Alkine, 4e trim. 1957
502. Suicides au village par Roger Vaneyre, 4e trim. 1957
503. Interpol nous communique par Charles Richebourg, 4e trim. 1957
504. À n'y rien comprendre par Jacques Rivaler, 4e trim. 1957
505. Un fou s'est évadé  par Tony Guildé, 4e trim. 1957
506. Venin sous enveloppe par Charles Richebourg, 4e trim. 1957
507. Deux pistes dans le brouillard par Serge Alkine, 1er trim. 1958
508. Un beau cliché par Roger Vaneyre, 1er trim. 1958
509. De la faute à personne par Jacques Rivaler, 1er trim. 1958
510. Beaucoup de sang pour un cadavre par Charles Richebourg, 1er trim. 1958
511. Vol diplomatique par Hans Black, 1er trim. 1958
512. Dernier Service par Serge Alkine, 1er trim. 1958
513. Meurtres pour rire par Handecault, 1er trim. 1958
514. Le Téléphone assassin par Raoul Borjack, 1er trim. 1958
515. Pas de vacances pour l'inspecteur par Serge Alkine
516. La Mort au « bois dormant » par Tony Guildé, 1958
517. Chassé-croisé par Raoul Borjack, 1er trim. 1958
518. Belle Performance par Roger Vaneyre, 1958
519. Tu vas payer ! par Elton Jones, 1958
520. La mort passe toujours après par Serge Alkine, 1958
521. Rendez-vous à Maillot par Roger Nova, 2e trim. 1958
522. Enquête dans le brouillard par Charles Richebourg, 1958
523. La Soirée de Beinheim par Roger Vaneyre, 2e trim. 1958
524. Allez au diable par Tony Guildé, 2e trim. 1958
525. Le Meurtrier de l'île aux crabes par Paul Tossel, 2e trim. 1958
526. L'assassin avait des béquilles par Charles Richebourg, 2e trim. 1958
527. La Route des diamants par Paul Tossel, 2e trim. 1958
528. L'Esprit de famille par Serge Alkine, 2e trim. 1958
529. Drôle de réveillon par Henri Nova, 2e trim. 1958
530. L'Héritière d'Amsterdam par Raoul Borjack, 2e trim. 1958
531. Interpol en Orient par Paul Tossel, 2e trim. 1958
532. Jamais deux sans trois par Serge Alkine, 2e trim. 1958
533. Le Doigt de la morte par Charles Richebourg, 3e trim. 1958
534. Pas besoin d'avocats par Tony Guildé, 3e trim. 1958
535. Service à domicile par Henri Nova, 1958
536. Bagarre autour d'un cercueil par Charles Richebourg, 3e trim. 1958
537. Le témoin peut parler par Serge Alkine, 1958
538. Le Crime sans preuves par Charles Richebourg, 3e trim. 1958
539. Une dose de poison par Tony Guildé, 3e trim. 1958
540. Cinq ans de prison par Roger Vaneyre, 1958
541. Décédé le 30 mars par Charles Richebourg, 3e trim. 1958
542. Ligne de tir par Jacques Rivaler, 3e trim. 1958
543. Indiscrétion assurée par Henri Nova, 3e trim. 1958
544. Meurtre en famille par Serge Alkine, 3e trim. 1958
545. Transport spécial par Roger Vaneyre, 1958
546. Ballet autour d'une ombre par Jacques Rivaler, 1958
547. L'Énigme de la sacristie par Charles Richebourg, 4e trim. 1958
548. Vieux Soldat, enquêteur par Michel Soler, 4e trim. 1958
549. Un homme... trois femmes par Serge Alkine, 1958
550. Où sont les gangsters ? par Elton Jones, 1958
551. Feu, s'il vous plait par A de Meigret, 1958
552. Témoins mineurs par Jacques Rivaler, 1958
553. L'Idiot aux mains rouges par Charles Richebourg, 4e trim. 1958
554. Le brigadier est mort à l'aube par Tony Guildé, 4e trim. 1958
555. Méfiez-vous, jeunes femmes par A.Prêle, 4e trim. 1958
556. Le mort réveillonne par Serge Alkine, 4e trim. 1958
557. Tu mourras vendredi par Charles Richebourg, 4e trim. 1958
558. Ronde de nuit par Elton Jones, 4e trim. 1958
559. Sisie et le spectre par A.Prêle, 1er trim.1959
560. Pour le grand voyage par Serge Alkine, 1er trim.1959